# 8284 Cranach
8284 Cranach (1991 TT13) là một tiểu hành tinh vành đai chính được phát hiện ngày 8 tháng 10 năm 1991 bởi F. Borngen ở Tautenburg.